# سارة ستيورت
سارة سكوت جريفيث (بالإنجليزية: Sara Stewart)‏ (مواليد 28 يونيو 1966) هي ممثلة اسكتلندية. لعبت دور ستيلا في مسلسل شوغر روش Sugar Rush.

## حياة سابقة
ولد ستيوارت في إدنبرة، اسكتلندا، لأبوين أمريكيين. بعد قضاء بعض الوقت في أمريكا، تدربت في المدرسة المركزية للدراما، وجعلت لندن موطنها.

## روابط خارجية
- سارا ستيوارت على موقع IMDb (الإنجليزية)
- سارا ستيوارت على موقع ألو سيني (الفرنسية)
- سارا ستيوارت على موقع ميوزك برينز (الإنجليزية)
- سارا ستيوارت على موقع أول موفي (الإنجليزية)
- سارا ستيوارت على موقع قاعدة بيانات الأفلام السويدية (السويدية)
- سارا ستيوارت على موقع قاعدة بيانات الفيلم (الإنجليزية)
- سارا ستيوارت على موقع كينوبويسك (الروسية)

- سارة ستيورت في قاعدة بيانات الأفلام على الإنترنت